# Resupinatus
Resupinatus es un género de hongos en la familia Tricholomataceae. Las especies son saprobianas, y a menudo se encuentran creciendo en la parte inferior de la madera en descomposición o en los lados de los sustratos leñosos en descomposición. El nombre genérico se deriva del latín resupinus (doblado hacia atrás, invertido).

## Descripción
Las especies en este género tienen pequeños cuerpos fructíferos, típicamente de menos de 1.5 cm de diámetro. Los basidiocarpos tienen una forma pleurotoidea o cefélica, lo que significa que tienen un tallo reducido y una tapa aplanada que tiene forma de riñón o circular cuando se ve desde arriba. Las branquias están bien desarrolladas y se irradian hacia afuera desde un punto de origen descentrado o faltante.

## Especies
- Resupinatus alboniger
- Resupinatus algidus var. dendrocystis
- Resupinatus applicatus

La "ostra ahumada"
- Resupinatus graminum
- Resupinatus kavinii
- Resupinatus leightonii

Contiene compuestos bioactivos con actividad citotóxica.
- Resupinatus physaroides
- Resupinatus poriaeformis
- Resupinatus porosus
- Resupinatus striatulus
- Resupinatus trichotis

Esta especie se caracteriza por pelos gruesos y rígidos en el centro del píleo.
- Resupinatus unguicularis
- Resupinatus vinosolividus